# North American X-10

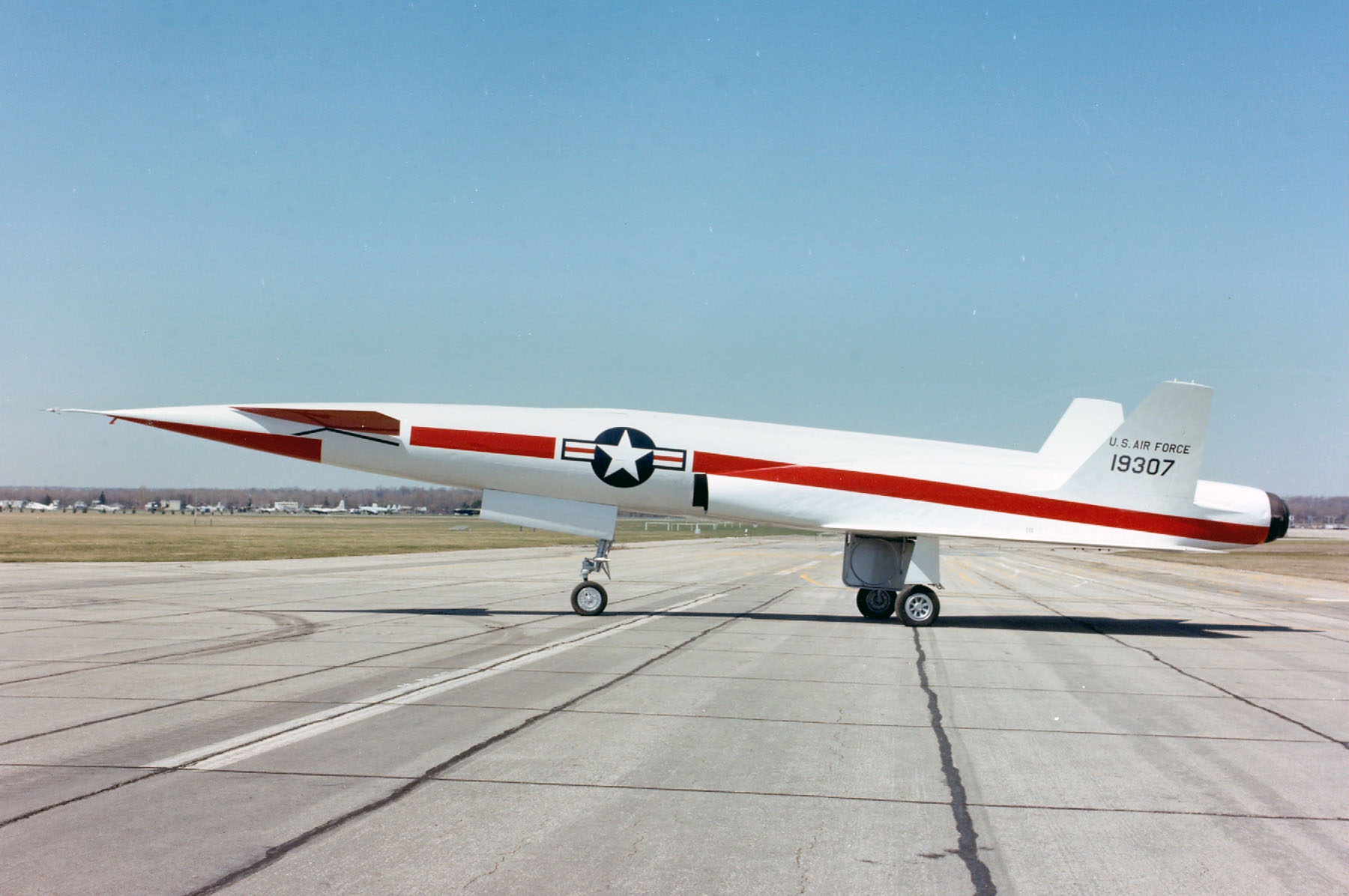
North American X-10.

El North American X-10, al igual que el Bell X-9 Shrike, era una aeronave de demostración para las tecnologías avanzadas de misil.
La investigación de North American de misiles tierra-tierra de largo alcance llevó al RTV-A-5, renombrado como X-10 en 1951, que realizó su primer vuelo el 13 de octubre de 1953. El derivado final del X-10 fue el misil de crucero SM-64 Navaho.
El X-10 está propulsado por dos turborreactores, y podía despegar como un avión convencional. Los planos canard y la ala en delta eran idénticos a los utilizados en el Navaho. El X-10 era controlado a distancia por radio y estaba equipado con un piloto automático para el vuelo estable. Los últimos X-10 incluían un sistema de navegación inercial.
En su momento, el X-10 fue el avión propulsado por turborreactor más rápido, alcanzando una velocidad punta de Mach 2,05. El programa continuó con éxito hasta noviembre de 1956, cuando comenzaron las primeras pruebas del Navaho. El programa fue trasladado a Cabo Cañaveral en 1955 donde se reanudó las pruebas hasta 1959. De los trece X-10 construidos sólo uno sobrevivió, mientras que los otros se perdieron en accidentes de aterrizaje o fueron utilizado como blancos.

## Especificaciones del X-10

### Generales
- Longitud: 10,64 m
- Envergadura: 8,59 m
- Altura: 4,40 m
- Peso cargado: 18.100 kg
- Planta motriz: 2 turborreactores Westinghouse XJ40-WE-1 de 44,5 kN de empuje cada uno

### Rendimiento
- Velocidad máxima: 2.090 km/h
- Alcance: 650 km
- Techo de vuelo: 13.720 m

### Desarrollos relacionados
- SM-64 Navaho

### Secuencias de designación
- Secuencia X-_ (Aviones eXperimentales estadounidenses, 1948-presente): ← X-7 - X-8 - X-9 - X-10 - X-11 - X-12 - X-13 →
- Secuencia RTV-A-_ (Cohetes y misiles de la USAF, 1947-1951 (Vehículos de pruebas de cohetes)): ← RTV-A-2 - RTV-A-3 - RTV-A-4 - RTV-A-5

### Listas relacionadas
- Anexo:Aeronaves de la Fuerza Aérea de los Estados Unidos (históricas y actuales)